# WarpSpeed
Pour les articles homonymes, voir Warp Speed.
WarpSpeed est un simulateur de vol de combat sorti en 1993 sur Mega Drive et Super Nintendo. Le jeu a été développé et édité par Accolade.